# Octaviano Valdés
Octaviano Valdés (Cacalomacán, Estado de México, 21 de marzo de 1901 - Ciudad de México, 29 de mayo de 1991) fue un sacerdote católico, poeta, filósofo, catedrático, escritor y académico mexicano.

## Semblanza biográfica
Realizó sus primeros estudios en Toluca, posteriormente se trasladó a la Ciudad de México para continuarlos en el Seminario Marista y en  el Seminario Conciliar de México. En 1922 viajó a Roma para ingresar a la Pontificia Universidad Gregoriana. Obtuvo el doctorado en filosofía y teología en 1929. En 1927, se ordenó sacerdote. Regresó a México en 1930, desde entonces, y hasta 1952, impartió clases de filosofía, teología, griego y arte en su alma mater.
En 1951, fue nombrado canónigo de la Catedral Metropolitana de la Ciudad de México, desempeñó varios cargos para la arquidiócesis de México, fue vicecanciller secretario de la Mitra, protonotario apostólico y vicario general.  Paralelamente colaboró para la revista Ábside y para la Gaceta del Arzobispado de México. Mostró especial interés en estudiar la obra poética y el pensamiento filosófico de Horacio, por otra parte, realizó traducciones de Rusticatio mexicana de  Rafael Landivar.
El 24 de febrero de 1956, fue elegido miembro de número de la Academia Mexicana de la Lengua, tomó posesión de la silla XXXVI el 22 de agosto de 1956, fue el 7° censor de la institución. Murió en la Ciudad de México, el 29 de mayo de 1991.

## Obras publicadas
- "La idea de la muerte de Horacio", ensayo en Ábside, 1937.
- El prisma de Horacio, ensayo, 1937.
- Por los campos de México, traducciones de Rafael Landivar, 1942, 1950 y 1973.
- El padre Tembleque, biografía novelada, 1945 y 1973.
- "Trece buriles de Federico Cantú", en Ábside, 1951.
- El pozo de Jacob, poesía, 1952.
- Bajo el ala del ángel, poesía, 1952.
- La cabellera de Berenice, novela, 1968.
- Tragedia en el atrio, cuento publicado en Ábside, 1968.
- Ángel María Garibay, ensayo, 1985.
- "En torno al neoclasicismo" en Homenaje a Joaquín Arcadio Pagaza, 1992.